# Guadalajara Challenger 1997
Il Guadalajara Challenger 1997 è stato un torneo di tennis facente parte della categoria ATP Challenger Series nell'ambito dell'ATP Challenger Series 1997. Il torneo si è giocato a Guadalajara in Messico dall'1 al 7 settembre 1997 su campi in terra rossa.

## Vincitori

### Singolare
Alejandro Hernández ha battuto in finale  Bobby Kokavec con il punteggio di 6–4, 5–7, 6–2

### Doppio
Nelson Aerts /  André Sá hanno battuto in finale  Alejandro Hernández /  Óscar Ortiz con il punteggio di 3–6, 6–2, 6–4